# Trzciano
Trzciano (uitspraak: [t.ʂ̠'t͡ɕanɔ], Duits: Hönigfelde, later Königfelde) - is een dorp in het Poolse woiwodschap Pommeren, gelegen in de powiat Kwidzyński en deel van de gemeente Ryjewo.

## Geschiedenis
Trzciano werd midden 15e eeuw gesticht door de Duitse Orde. Een groot gedeelte van de lokale boerenbevolking vestigde zich in of nabij het dorp.
Op 25 juni 1629 tijdens de Pools–Zweedse Oorlogen vond een slag plaats tussen het Poolse leger en het Zweedse leger. Het Zweedse leger werd verslagen wat resulteerde in een gedwongen terugtrekken naar het Noorden door de Oostzee. In Trzciano staat een herdenkingssteen aan deze slag.
Het dorp is meerdere malen in een ander land te komen liggen. Oorspronkelijk werd het gesticht op het grondgebied van het Koninkrijk Pruisen. Later lag het dorp op het grondgebied van West-Pruisen (1772-1918), en een Duitse exclave, Oost-Pruisen (1918-1945). Na de Tweede Wereldoorlog hoorde Trzciano weer bij Polen.

## Oorsprong van de naam
In vroegere tijden was er veel honing industrie in het dorp. Daarom werd het dorp vroeger Medycz of Miedycz genoemd door de Polen. Deze namen komen van het woord miód dat honing betekent. De vroegere Duitse naam, Hönigfelde betekent ook letterlijk Honinggebied. Later veranderde de naam in Königfelde ofwel: Koningsgebied. Een schrijffout is waarschijnlijk de oorzaak van deze naamsverandering.
De huidige naam Trzciano is waarschijnlijk afgeleid van het Poolse woord trzcina dat riet betekent. Dit verwijst naar het riet dat aan de randen van de meren groeit waaraan Trzciano werd gevestigd. In het verleden zijn ook andere vormen van de naam in gebruik geweest zoals Trzciana en Trzcianka.

## De legende
Een plaatselijke legende verteld dat de Zweedse koning Gustaaf Adolf de Grote tijdens de eerder genoemde slag probeerde te ontsnappen in een bootje. Hierbij liet hij per ongeluk zijn scepter in het water vallen. Dat symboliseerde de volledige nederlaag van zijn leger. Volgens de legende ligt de scepter van de koning tot op de dag van vandaag op de bodem van een van de kleine meertjes van Trzciano.